# Cindré
Cindré település Franciaországban, Allier megyében. Lakosainak száma 282 fő (2022. január 1.). Cindré Boucé, Chavroches, Montaigu-le-Blin, Saint-Gérand-le-Puy, Servilly, Treteau és Trézelles községekkel határos.

## Népesség
A település népességének változása:
| Lakosok száma | 532  | 359  | 313  | 317  | 324  | 309  | 301  | 303  | 296  | 282  |
|               | 1968 | 1982 | 1990 | 2006 | 2013 | 2015 | 2017 | 2019 | 2020 | 2022 |